# کوشکول
کوشکول (به لاتین: Kushkul) یک منطقهٔ مسکونی در روسیه است که در باشقیرستان واقع شده‌است.